# Scinax proboscideus
A Scinax proboscideus a kétéltűek (Amphibia) osztályának békák (Anura) rendjébe és a levelibéka-félék (Hylidae) családjába tartozó faj.

## Előfordulása
A faj Francia Guyanában, Guyanában, Suriname-ban és valószínűleg Brazíliában él. Természetes élőhelye szubtrópusi vagy trópusi nedves síkvidéki erdők, időszakos édesvízi mocsarak.